# Шапочка коническая
Ша́почка кони́ческая (лат. Vérpa cónica) — вид весенних грибов-аскомицетов, типовой вид рода Шапочка (Verpa) семейства Сморчковые.

## Описание
Плодовые тела — апотеции около 2 см длиной и 1—3 см шириной, на длинной ножке, конической или колокольчатой формы, со свободными от ножки краями. Верхняя спороносящая поверхность гладкая или неясно морщинистая, коричневая, нижняя поверхность белая, мелкоопушённая. Ножка 5—11 см высотой и 1—3 см толщиной, кверху сужающаяся, ломкая, белая или кремовая, гладкая или мелкошероховатая, иногда с поясками мелких чешуек, с рыхлой мякотью, с возрастом с отдельными полостями.
Аски восьмиспоровые, неамилоидные, цилиндрические, до 350×23 мкм. Парафизы многочисленные, булавовидные. Споры яйцевидные, гладкостенные, 20—24×12—14 мкм.
Съедобный гриб, однако ценится меньше, чем сморчки.

## Экология
Этот гриб растёт одиночно или рассеянными группами, на земле, как в лиственных, так и в хвойных лесах, часто в речных долинах и на отмели ручьёв. Появляется поздней весной, обычно ближе к сезону сморчков.

## Синонимы
- Leotia conica (O.F.Müll.) Pers., 1801
- Monka conica (O.F.Müll.) Kuntze, 1898
- Phallus conicus O.F.Müll., 1775basionym
- Relhanum conicum (O.F.Müll.) Gray, 1821